# Alkanole
Alkanole – grupa organicznych związków chemicznych, będących acyklicznymi, alifatycznymi alkoholami monohydroksylowymi o wzorze ogólnym: C
nH
2n+1OH.